# 오마치촌 (효고현)
오마치촌(일본어: 大町村)은 일본 효고현 쓰나군에 있던 촌이다. 현재의 아와지시 남동부에 해당한다.

## 역사
- 1889년 4월 1일 - 정촌제 시행에 의해 시오타우라의 구역을 가지고 쓰나군 시오타촌이 성립하였다.
- 1955년 4월 1일 - 이쿠호정, 사노정, 시즈키정, 시오타촌,  나카타촌과 합병해 쓰나정이 성립, 동일 오마치촌은 폐지되었다.

## 교통

### 도로
현재는 고베 아와지 나루토 자동차도로가 구촌 지역을 통과하고 있지만, 당시에는 미개통 상태였다. 

## 참고문헌
- 角川日本地名大辞典 28 兵庫県